# Щениев
Щениев (укр. Щеніїв) — село на Украине, основано в 1629 году, находится в Черняховском районе  Житомирской области.
Код КОАТУУ — 1825684002. Население по переписи 2001 года составляет 256 человек. Почтовый индекс — 12344. Телефонный код — 4134. Занимает площадь 1,395 км².

## Адрес местного совета
12344, Житомирская область, Черняховский р-н, с. Забродье, ул. Черняховская, 1